# Norwegisches Heer

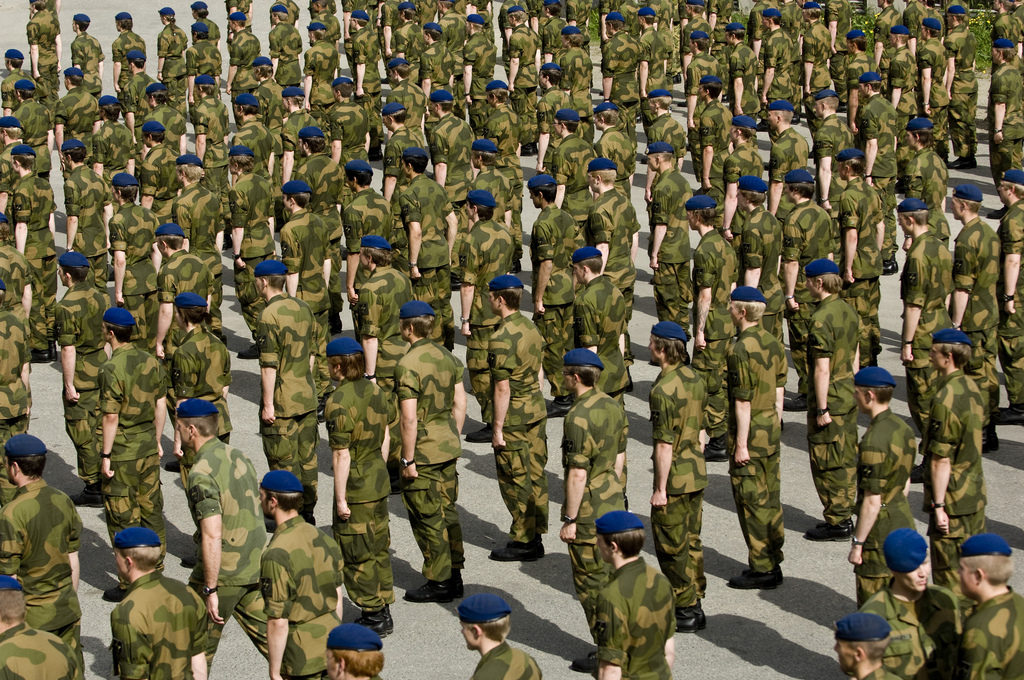
Norwegische Soldaten

Gliederung des norwegischen Heeres 2020

Den Norske Hær (deutsch Königlich Norwegisches Heer, englisch Royal Norwegian Army) bildet mit 7.740 Soldaten, darunter 4.593 Wehrpflichtigen, und zusätzlichen 717 Zivilangestellten die Heereskomponente der norwegischen Streitkräfte.

## Gliederung
Dem norwegischen Heeresoberkommando unterstehen folgende Verbände
- Heer[2]
  - Königlichen Garde (Bataillon leichte Infanterie in Huseby Leir)
  - Spezialkommando
  - UAV-Staffel (abkommandiert von den Luftstreitkräften)
  - Brigade Nord (Heggelia)
    - Panzerbataillon
    - 2. Infanteriebataillon
    - Telemark-Bataillon (Mechanisierte Infanterie)
    - Artilleriebataillon
    - Logistikbataillon
    - Pionierbataillon
    - ISTAR-Bataillon
    - Sanitätsbataillon
    - MP-Kompanie

  - Landkommando Finnmark
    - Porsanger-Bataillon
    - Grenzwache (Garnison Sør-Varanger)
- Transformations- und Doktrinkommando

- Heimwehr 
  - 11 Bezirke im ganzen Land

Die Heimevernet (dt. Heimwehr) spielt mit ihren 40.000 Angehörigen (darunter knapp 500 Vollzeitsoldaten, 133 Zivilbeschäftigte) eine wichtige Rolle im Reservewesen des norwegischen Heeres. 3.000 Reservisten gehören der schnellen Eingreifreserve an.

## Ausrüstung
Zur Erfüllung ihrer Aufgaben verfügt das norwegische Heer unter anderem über:

### Fahrzeuge

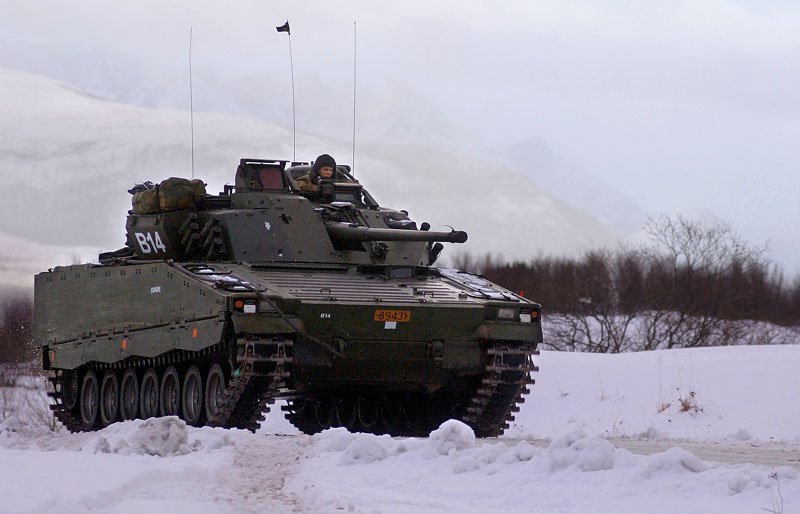
Schützenpanzer CV9030

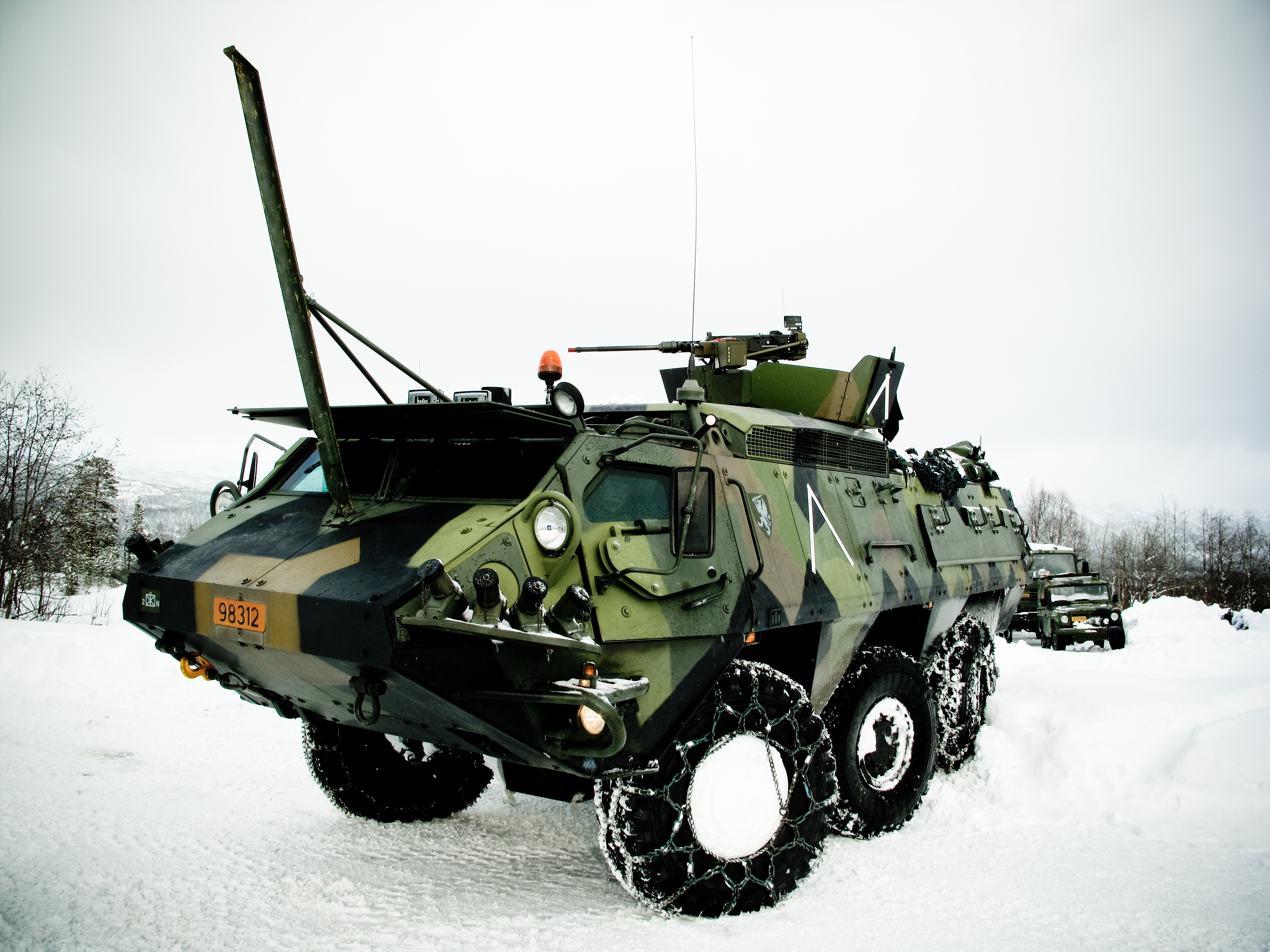
Norwegischer Sisu Pasi XA-203

| Typ               | Herkunft               | Funktion                              | Version                 | Anzahl | Anmerkungen |
| ----------------- | ---------------------- | ------------------------------------- | ----------------------- | ------ | --- |
| Leopard 2         | Deutschland            | Kampfpanzer                           | A4NO                    | 36     | Ursprünglich wurden 52 von den Niederlanden beschafft. Die Leopard 2 A4 NO werden vollständig durch neue Panzer der Version Leopard 2 A8 NOR abgelöst. |
| Leopard 2         | Deutschland            | Kampfpanzer                           | A8 NOR                  |        | Anfang 2023 hat die Norwegische Regierung beschlossen 54 Panzer des Typs Leopard 2 A8 NOR von der deutschen Firma Krauss-Maffei Wegmann (KMW) zu beschaffen, mit einer Option auf weitere 18 Panzer des gleichen Typs. Die Auslieferung soll in den Jahren 2026 bis 2031 erfolgen.     |
| Combat Vehicle 90 | Schweden               | SchützenpanzerSpähpanzerPionierpanzer | CV9030NCV9030CV90 STING | 912116 | 20 weitere bestellt. Sollen bis 2023 geliefert werden. |
| HMT Extenda       | Vereinigtes Königreich | Spähpanzer                            |                         | 25     | |
| M113              | Vereinigte Staaten     | MannschaftstransporterPionierpanzer   |                         | 3158   | Manche Fahrzeuge sind als Panzerabwehrfahrzeug mit TOW Panzerabwehrraketen ausgestattet |
| Sisu Pasi         | Finnland               | Mannschaftstransporter                | XA-186XA-200XA-203      | 75     | |
| ATF Dingo         | Deutschland            | Mehrzweckfahrzeug                     | Dingo 2                 | 20     | |
| Iveco LMV         | Italien                | Mehrzweckfahrzeug                     |                         | 120    | Weitere eingelagert |
| Fuchs             | Deutschland            | ABC-Abwehrfahrzeug                    |                         | 6      | |
| Bergepanzer 2     | Deutschland            | Bergepanzer                           |                         | 13     | |
| WiSENT 2          | Deutschland            | BergepanzerPionierpanzer              |                         | 6      | Die norwegische Beschaffungsbehörde Norwegian Defense Material Agency (NDMA) hat im Juni 2023 bei der FFG Flensburger Fahrzeugbau Gesellschaft 3 weitere WiSENT 2 Bergepanzer (Armoured Recovery Vehicle, ARV) und 8 WiSENT 2 Pionierpanzer (Armoured Engineer Vehicle, AEV) bestellt. |
| Leguan            | Deutschland            | Brückenlegepanzer                     |                         | 15     | 6 auf Fahrgestell des Leopard 2, die restlichen auf Leopard 1 Panzern montiert |
| 910 MCV-2         | Dänemark               | Minenräumpanzer                       |                         | 9      | |
| ARTHUR            | Schweden Norwegen      | Artillerieaufklärungsradarsystem      |                         |        | [ 11 ] |
| Ground Master 200 | Niederlande Frankreich | Radar                                 | GM200 MM/C              |        | Fünf Radare bestellt. Sollen Ende 2023 und Ende 2024 ausgeliefert werden. |

### Artillerie

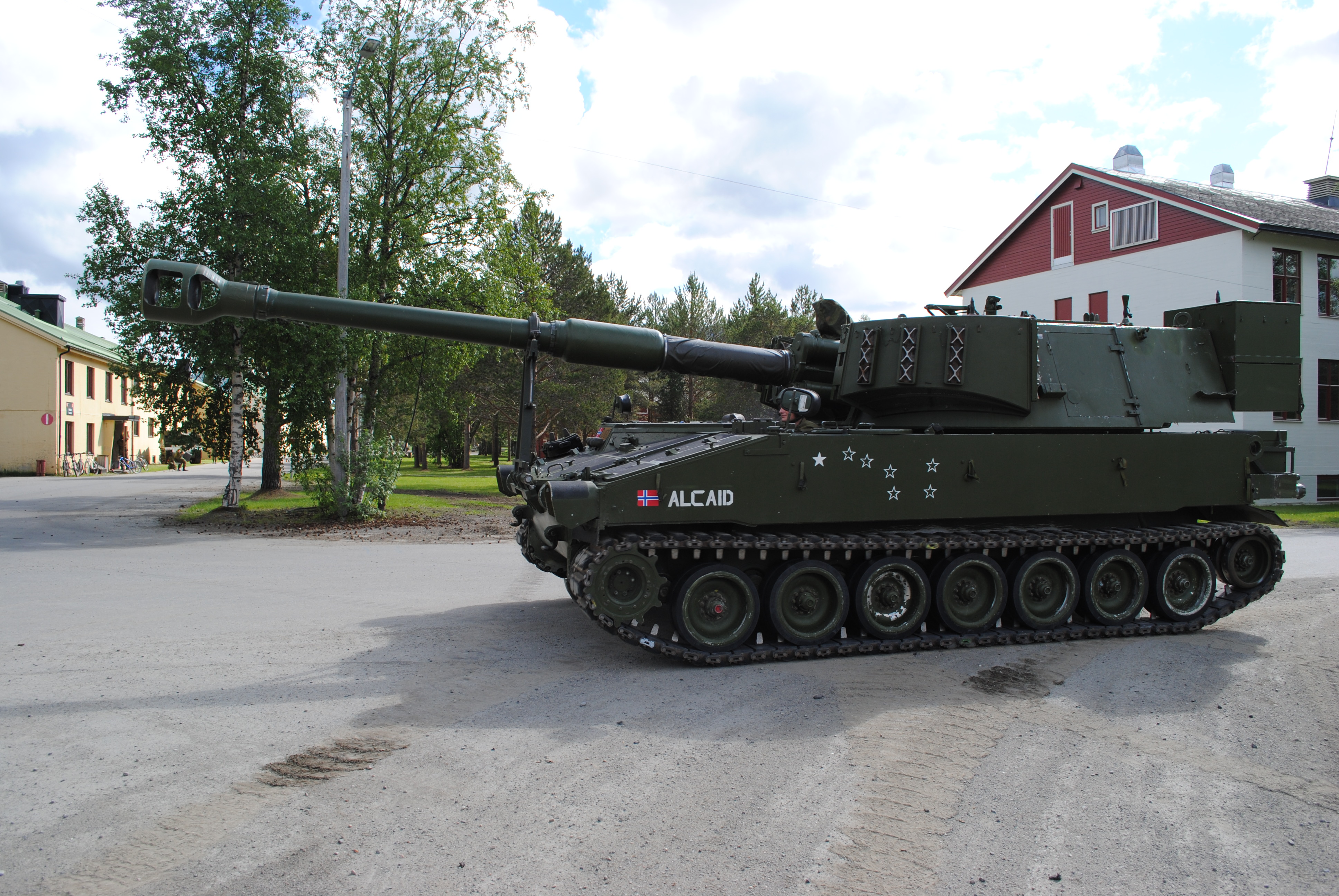
Norwegische Panzerhaubitze M109

| Typ               | Herkunft               | Funktion       | Version | Anzahl |
| ----------------- | ---------------------- | -------------- | ------- | ------ |
| K9 Thunder        | Südkorea               | Panzerhaubitze | K9A1    | 28     |
| M109              | Vereinigte Staaten     | Panzerhaubitze | A3GN    | 24     |
| Combat Vehicle 90 | Schweden               | Panzermörser   | CV9030  | 16     |
| M106              | Vereinigte Staaten     | Panzermörser   | M125A2  | 12     |
| L16               | Vereinigtes Königreich | 81-mm-Mörser   |         | 115    |

### Panzer- und Flugabwehrwaffen

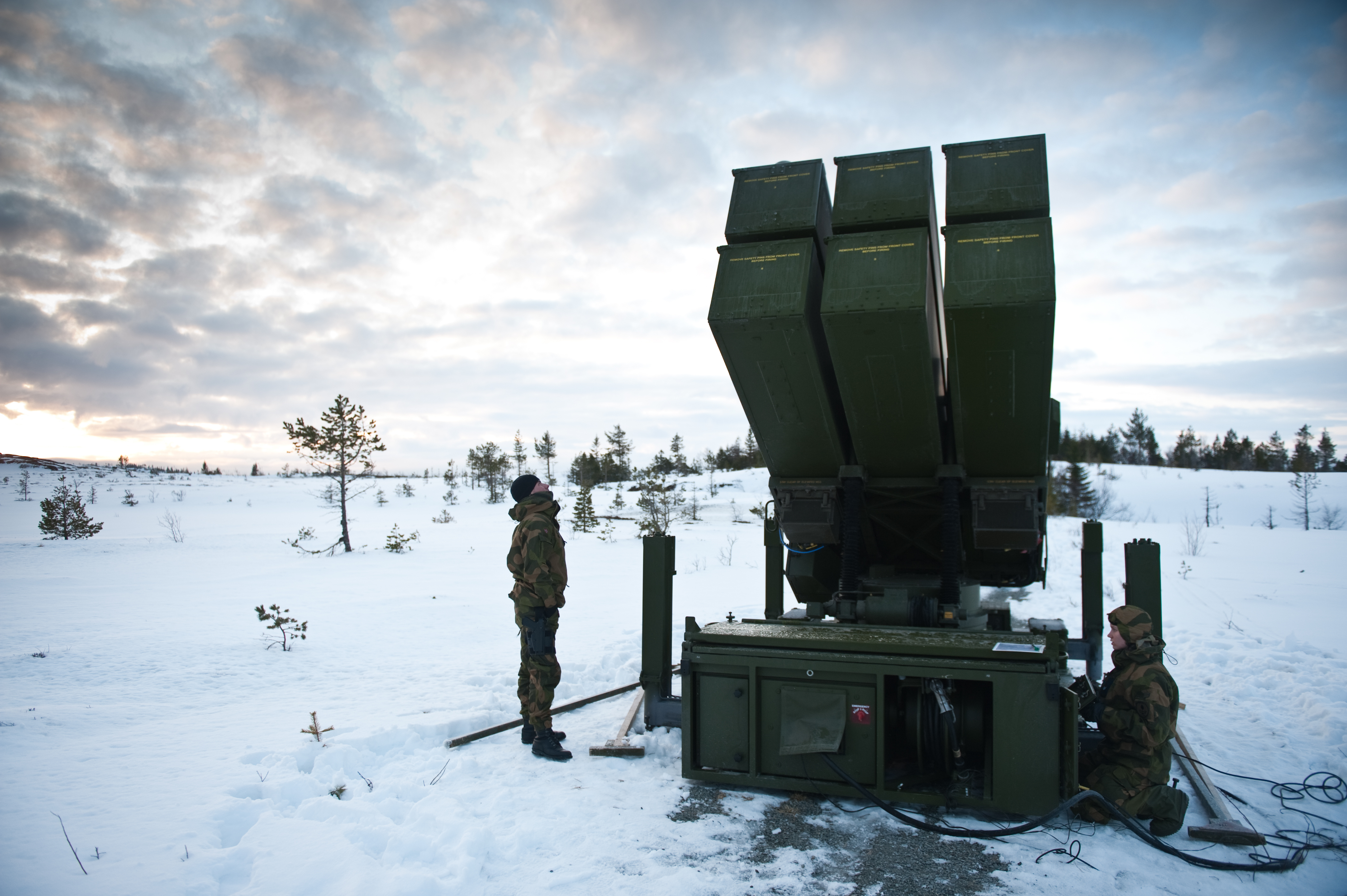
NASAMS Flugabwehrraketensystem

| Typ             | Herkunft           | Funktion                | Version    |
| --------------- | ------------------ | ----------------------- | ---------- |
| FGM-148 Javelin | Vereinigte Staaten | Panzerabwehrlenkwaffe   |            |
| FFV Carl Gustaf | Schweden           | Reaktive Panzerbüchse   |            |
| NASAMS          | Norwegen           | Flugabwehrraketensystem | NASAMS III |